# Consejo de Política Fiscal y Financiera
El Consejo de Política Fiscal y Financiera de las Comunidades Autónomas (CPFF) de España es el órgano encargado de la coordinación entre la Hacienda Estatal y las comunidades autónomas, en materia fiscal y financiera. En su ámbito de sus competencias trata temas como el déficit del presupuesto de las comunidades autónomas o su volumen de endeudamiento.

## Composición y funcionamiento
El Consejo está constituido por el ministro de Economía y Hacienda, el ministro de Administraciones Públicas y los consejeros de Hacienda de cada Comunidad o Ciudad Autónoma. El Consejo debe reunirse, como mínimo, dos veces al año.
El cargo de presidente está ostentado por el ministro de Hacienda y Administraciones Públicas y el de vicepresidente por un Consejero de Hacienda de una Comunidad o Ciudad Autónoma, elegido de entre ellas por sus representantes en el Consejo. También pueden asistir a invitación del Presidente, con voz pero sin voto, el Secretario de Estado de Administraciones Públicas, el Secretario de Estado de Hacienda y el Secretario de Estado de Presupuestos y Gastos, así como otros cuya presencia se considere conveniente.  
El ministro de Hacienda y Administraciones Públicas dispondrán del mismo número de votos que posean las comunidades y ciudades autónomas que formen parte del Consejo. Los  representantes de las comunidades y ciudades autónomas dispondrán cada uno de ellas de un voto.

## Regulación
El Consejo de Política Fiscal y Financiera de las Comunidades Autónomas fue creado por la Ley Orgánica 8/1980, de 22 de septiembre, de Financiación de las Comunidades Autónomas (LOFCA). Por Acuerdo 1/1981, de 20 de agosto se aprobó el Reglamento de este órgano.

## Naturaleza jurídica
La naturaleza jurídica del Consejo de Política Fiscal y Financiera es la de un órgano de carácter consultivo y de deliberación que no tiene facultades de ejecutivas y por tanto sus acuerdos son meras recomendaciones o consejos, que no obligan per se.
En relación con este carácter, el Informe de la Comisión de Expertos consideró que sería recomendable  «la  reforma del Consejo de Política Fiscal y Financiera para que éste deje de ser un órgano consultivo y de deliberación y sus acuerdos puedan ser vinculantes», para que así la tarea de coordinación pueda ser operativa.

## Funciones
De acuerdo con el artículo 3 de la LOFCA, el Consejo de Política Fiscal y Financiera de las Comunidades Autónomas  entenderá de las siguientes materias:
1. La coordinación de la política presupuestaria de las comunidades autónomas con la del Estado.
2. La emisión de los informes y la adopción de los acuerdos previstos en la Ley Orgánica 18/2001, Complementaria de la Ley General de Estabilidad Presupuestaria.
3. El estudio y valoración de los criterios de distribución de los recursos del Fondo de Compensación.
4. El estudio, la elaboración, en su caso, y la revisión de los métodos utilizados para el cálculo de los costos de los servicios transferidos a las comunidades autónomas.
5. La apreciación de las razones que justifiquen, en cada caso, la percepción por parte de las comunidades autónomas de las asignaciones presupuestarias, así como los criterios de equidad seguidos para su afectación.
6. La coordinación de la política de endeudamiento.
7. La coordinación de la política de inversiones públicas.
8. En general, todo aspecto de la actividad financiera de las comunidades autónomas y de la Hacienda del Estado que, dada su naturaleza, precise de una actuación coordinada.

## Contexto legal: Autonomía financiera de las comunidades autónomas-Coordinación
El artículo 156.1 del Constitución española establece que “Las Comunidades Autónomas gozarán de autonomía financiera para el desarrollo 
y ejecución de sus competencias con arreglo a los principios de coordinación con la Hacienda estatal y de solidaridad entre todos los españoles”. 
De acuerdo con la jurisprudencia del Tribunal Constitucional, la autonomía financiera supone la capacidad de autoorganización para establecer y desarrollar dicha autonomía, es decir, capacidad de crear y organizar una hacienda autónoma. La potestad de aprobación de los presupuestos forma parte del contenido mínimo e inderogable de la autonomía financiera de las comunidades autónomas.
El Tribunal Constitucional, en reiteradas ocasiones,  ha  determinado  que  la  coordinación  «persigue  la  integración  de  la diversidad  de  las  partes  o  subsistemas  en  el  conjunto  o  sistema,  evitando contradicciones y reduciendo disfunciones que, de subsistir, impedirían o dificultarían, respectivamente, la realidad misma del sistema»
El mismo tribunal entiende por coordinación la fijación de medios y sistemas de relación que hagan posible la información recíproca, la homogeneidad técnica en determinados aspectos y la acción conjunta de las autoridades... estatales y comunitarias en el ejercicio de sus respectivas competencias, de tal modo que se logre la integración de actos parciales en la globalidad del sistema».